# Ведска цивилизација
Ведски период (или Ведско доба) је период у историји Индије када су састављени свети ведски санскртски текстови као Веде. Култура везана уз њих, понекад називана Ведска цивилизација, је била концентрисана на Индо-гангску низију. Научници Ведски период смештају у 2. и 1. миленијум п. н. е., с тиме да се њен завршетак обично везује уз 6. век п. н. е. Ова цивилизација се сматра темељем хиндуизма и данашње индијске културе. У раној фази је период обележило стварање краљевстава древне Индије. У каснијим фазама (од око 700. п. н. е.), се бележи успон Махаџанападе које је следило златно доба хиндуизма и класичне књижевности на санскрту, Маурија царство (од око 320. п. н. е.) и Средња краљевства Индије. 
Веде су стварали и прецизно усмено преносили говорници старог индоаријског језика који су рано у овом периоду мигрирали у северозападне регије Индијског потконтинента. Ведско друштво је било патријархално и патрилинеарно. Рани Индоаријци били су друштво из касног бронзаног доба са центром у Панџабу, организовано у племена, а не у краљевства, и првенствено одржавано пастирским начином живота.
Око 1200–1000 година пре нове ере аријевска култура проширила се на исток до плодне западне равнице Ганга. Усвојени су гвоздени алати који су омогућили крчење шума и усвајање устаљенијег, пољопривредног начина живота. Другу половину ведског периода карактерише појава градова, краљевстава и сложена друштвена диференцијација карактеристична за Индију, и кодификација ортодоксног ритуала жртвовања у Краљевству Куру. За то време, централном Гангском равницом доминирала је сродна, али неведска индоаријска култура, Велике Магаде. Крај ведског периода био је сведок успона правих градова и великих држава (званих махаџанападе), као и покрета шрамана (укључујући џаинизам и будизам) који су довели у питање ведску ортодоксију.
Ведски период је довео до појаве хијерархије друштвених класа која ће остати утицајна. Ведска религија развила се у браманску ортодоксију, а око почетка садашње ере ведска традиција је формирала један од главних саставних делова „хиндуистичке синтезе“.
Археолошке културе идентификоване са фазама индоаријске материјалне културе укључују културу обојене керамике Очер, Гандхарску културу, културу црно-црвеног посуђа и културу сликаног сивог посуђа.